# Парнас (станція метро)
60°04′04″ пн. ш. 30°19′50″ сх. д. / 60.06778° пн. ш. 30.33056° сх. д.
Парнас (рос. Парнас) — станція Петербурзького метрополітену, яка розташована на Московсько-Петроградської лінії. Є кінцевою станцією другої Московсько-Петроградської лінії, наступна за станцією «Проспект Просвіти».
Розташована на наземній ділянці лінії між порталом тунелів і депо «Виборзьке» на території селища Парголово Виборзького району Санкт-Петербурга, і є найпівнічнішою в Росії станцією метро.
Станція відкрита 22 грудня 2006, на діючій ділянці «Проспект Просвіти» — депо «Виборзьке».
Названа за однойменною промисловою зоною, а її назва походить від насипаного тут за наказом Катерини II пагорба Парнас з видовою доріжкою і майданчиком на вершині з видом на Шуваловський парк.

## Технічна характеристика
Конструкція станція — наземна крита з береговими платформами. Між двома коліями розташована третя службова платформа.
Всі діючі виходи і входи станції орієнтовані на північ (виходи на південь є, але вони лише аварійні), тому, приїхавши на станцію, можна вийти прямо через двері, а щоб зайти на станцію з вулиці, потрібно піднятися сходами вгору, перейти над коліями і знову спуститися вниз.
Вихід у місто у селище Парголово, на 3-й Верхній провулок, до промзони «Парнас», міжміської автостанції Виборзького напрямку.

## Оздоблення
Внутрішні стіни станції оздоблені білим мармуром «коєлга» зі вставками з полірованого граніту. За для облицювання підлоги використано граніт. Підвісні стелі виготовлені з композитного матеріалу «Алюмобонд» пісочно-сірого відтінку. Центральний перехід між платформами, посилений додатковими фермами, розташований над коліями і є арочним склепінням з вітражами.
Облицювання на укосі виконано з граніту червоного та сірого кольорів. Зовнішні стіни оздоблені за системою «вентильованого фасаду». Основна частина облицювання виконана із застосуванням так званих «петропанелей», що виконують як архітектурні, так і теплоізолюючі функції — захист від вологи, опадів і різких перепадів температур.
Тематика оздоблення станції присвячено давньогрецькій міфології — будівлю прикрашають художні вітражі, розташовані з південної і північної сторін. Головний круглий вітраж — «Летюча богиня Ніка», на великому бубні — «Бог Геліос на колісниці», на двох малих тимпанах, розташованих з боків станції, — «Викрадення Європи» і «Похід аргонавтів, що відкривають світ». Таким чином обґрунтовується назва станції: Парнас в грецькій міфології був місцем проживання Аполлона і муз. Вітражі створені в комбінованій мозаїчній техніці — деякі елементи були створені з кольорового скла, а деякі були розписані спеціальною фарбою.

## Колійний розвиток
Станція з колійним розвитком — 4 стрілочних переводи, перехресний з'їзд і 2 станційні колії для обороту та відстою рухомого складу, що переходять в двоколійну СЗГ з електродепо ТЧ-6 «Виборзьке».